# Scottish Championship 2014-2015
La Scottish Championship 2014-2015 è stata la 109ª edizione della seconda serie del campionato di calcio scozzese, la 20ª edizione nel formato corrente di 10 squadre, la 2ª edizione col nome Scottish Championship e sotto l'organizzazione della Scottish Professional Football League (SPFL). La stagione è iniziata il 9 agosto 2014 e si è conclusa il 31 maggio 2015.
A questa edizione della Championship hanno partecipato tre squadre che in passato hanno conquistato il titolo di campione di Scozia (Hearts, Hibernian e Rangers).
A vincere il torneo sono stati gli Hearts, che sono stati promossi in Premiership dopo un solo anno di assenza. Il Cowdenbeath, ultimo classificato, è stato retrocesso in Scottish League One.

## Stagione

### Novità
I Rangers sono stati promossi in qualità di campioni della Scottish League One 2013–2014, mentre gli Hearts sono stati retrocessi dalla Scottish Premiership 2013-2014. L'Hibernian ha finito all'11º posto nella Scottish Premiership 2013-2014 ed è stato retrocesso dopo aver perso ai calci di rigore il play-off contro l'Hamilton Academical, classificatosi al 2º posto nella Scottish Championship 2013-2014.

### Formula
Il campionato è composto di 10 squadre che si affrontano in un doppio girone di andata-ritorno per un totale di 36 giornate.

La prima classificata viene promossa direttamente in Scottish Premiership. La 2ª, la 3ª e la 4ª classificata e l'11ª classificata della Scottish Premiership 2014-2015 si affrontano nei playoff per un posto in Scottish Premiership.

L'ultima classificata viene retrocessa direttamente in Scottish League One. La 9ª classificata partecipa ai playoff per un posto in Scottish Championship assieme alla 2ª, alla 3ª e alla 4ª classificata in Scottish League One 2014-2015.

## Squadre partecipanti
| Club               | Città       | Stadio                     | Stagione precedente      |
| ------------------ | ----------- | -------------------------- | ------------------------ |
| Alloa Athletic     | Alloa       | Recreation Park            | 8º posto                 |
| Cowdenbeath        | Cowdenbeath | Central Park               | 9º posto                 |
| Dumbarton          | Dumbarton   | Dumbarton Football Stadium | 5º posto                 |
| Falkirk            | Falkirk     | Falkirk Stadium            | 3º posto                 |
| Hearts             | Edimburgo   | Tynecastle Stadium         | 12º posto in Premiership |
| Hibernian          | Edimburgo   | Easter Road                | 11º posto in Premiership |
| Livingston         | Livingston  | Almondvale Stadium         | 6º posto                 |
| Queen of the South | Dumfries    | Palmerston Park            | 4º posto                 |
| Raith Rovers       | Kirkcaldy   | Stark's Park               | 7º posto                 |
| Rangers            | Glasgow     | Ibrox Stadium              | 1º posto in League One   |

## Classifica
|  | Pos. | Squadra            | Pt | G  | V  | N  | P  | GF | GS | DR  |
|  | ---- | ------------------ | -- | -- | -- | -- | -- | -- | -- | --- |
|  | 1.   | Hearts             | 91 | 36 | 29 | 4  | 3  | 96 | 26 | +70 |
|  | 2.   | Hibernian          | 70 | 36 | 21 | 7  | 8  | 70 | 32 | +38 |
|  | 3.   | Rangers            | 67 | 36 | 19 | 10 | 7  | 69 | 39 | +30 |
|  | 4.   | Queen of the South | 60 | 36 | 17 | 9  | 10 | 58 | 41 | +17 |
|  | 5.   | Falkirk            | 53 | 36 | 14 | 11 | 11 | 48 | 48 | 0   |
|  | 6.   | Raith Rovers       | 43 | 36 | 12 | 7  | 17 | 42 | 65 | -23 |
|  | 7.   | Dumbarton          | 34 | 36 | 9  | 7  | 20 | 36 | 79 | -43 |
|  | 8.   | Livingston         | 27 | 36 | 8  | 8  | 20 | 41 | 53 | -12 |
|  | 9.   | Alloa Athletic     | 27 | 36 | 6  | 9  | 21 | 34 | 56 | -22 |
|  | 10.  | Cowdenbeath        | 25 | 36 | 7  | 4  | 25 | 31 | 86 | -55 |

Legenda:

      Campione di Championship e promossa in Premiership 2015-2016
 Qualificata ai play-off
      Retrocessa in League One 2015-2016
Tre punti a vittoria, uno a pareggio, zero a sconfitta.
La classifica viene stilata secondo i seguenti criteri:
- Punti conquistati
- Differenza reti generale
- Reti totali realizzate
- Punti realizzati negli scontri diretti
- Differenza reti negli scontri diretti
- Reti realizzate negli scontri diretti
- play-off (solo per definire la promozione, la retrocessione e i playoff)

### Verdetti
- Hearts vincitore della Scottish Championship e promosso in Scottish Premiership 2015-2016
- Cowdenbeath retrocesso in Scottish League One 2015-2016.

## Spareggi

### Playoff Premiership/Championship
Ai play-off partecipano la 2ª, 3ª e 4ª classificata della Championship (Hibernian, Rangers, Queen of the South) e l'11ª classificata della Premiership 2014-2015 (Motherwell).

#### Quarti di finale
| Squadra 1          | Totale | Squadra 2 | Andata | Ritorno |
| ------------------ | ------ | --------- | ------ | ------- |
| 9 - 13 maggio 2015 |        |           |        |         |
| Queen of the South | 2 – 3  | Rangers   | 1 – 2  | 1 – 1   |

#### Semifinali
| Squadra 1           | Totale | Squadra 2 | Andata | Ritorno |
| ------------------- | ------ | --------- | ------ | ------- |
| 20 - 23 maggio 2015 |        |           |        |         |
| Rangers             | 2 – 1  | Hibernian | 2 – 0  | 0 – 1   |

#### Finale
| Squadra 1           | Totale | Squadra 2  | Andata | Ritorno |
| ------------------- | ------ | ---------- | ------ | ------- |
| 28 - 31 maggio 2015 |        |            |        |         |
| Rangers             | 1 – 6  | Motherwell | 1 – 3  | 0 – 3   |

### Play-off Championship/League One
Ai play-off partecipano la 2ª, 3ª e 4ª classificata della League One 2014-2015 (Stranraer, Forfar Athletic, Brechin City) e la 9ª classificata della Championship 2014-2015 (Alloa Athletic).

#### Semifinali
| Squadra 1         | Totale | Squadra 2      | Andata | Ritorno |
| ----------------- | ------ | -------------- | ------ | ------- |
| 6 - 9 maggio 2015 |        |                |        |         |
| Brechin City      | 1 – 2  | Alloa Athletic | 0 – 2  | 1 – 0   |
| Forfar Athletic   | 4 – 1  | Stranraer      | 3 – 0  | 1 - 1   |

#### Finale
| Squadra 1           | Totale | Squadra 2      | Andata | Ritorno |
| ------------------- | ------ | -------------- | ------ | ------- |
| 13 - 17 maggio 2015 |        |                |        |         |
| Forfar Athletic     | 3 – 4  | Alloa Athletic | 3 – 1  | 0 – 3   |

## Statistiche

### Classifica marcatori
Sito Ufficiale Archiviato il 17 febbraio 2015 in Internet Archive.
| Gol |  |  | Giocatore         | Squadra            |
| --- |  |  | ----------------- | ------------------ |
| 18  |  |  | Jason Cummings    | Hibernian          |
| 15  |  |  | Derek Lyle        | Queen of the South |
| 14  |  |  | Liam Buchanan     | Alloa Athletic     |
| 13  |  |  | Gavin Reilly      | Queen of the South |
| 13  |  |  | Dominique Malonga | Hibernian          |
| 12  |  |  | Género Zeefuik    | Hearts             |
| 11  |  |  | James Keatings    | Hearts             |
| 11  |  |  | Osman Sow         | Hearts             |
| 11  |  |  | Jamie Walker      | Hearts             |
| 11  |  |  | Jordan White      | Livingston         |